# Caroline Muller (résistante)
Pour les articles homonymes, voir Muller.
Pour l'historienne, voir Caroline Muller.
Caroline Muller, née le 30 novembre 1907 à Oberseebach actuellement commune de Seebach et morte le 21 mai 1958 à Annecy, est une résistante alsacienne qui sous le pseudonyme de  « Tante Jeanne »  a fondé à Haguenau avec le Dr Paul Flesch une filière d'évasion  aidant des prisonniers de guerre (PG) français et autres fugitifs, notamment des Alsaciens réfractaires à l'incorporation de force, à franchir la frontière entre l'Alsace annexée de fait et la France.

## Biographie
Jusqu'à l'âge de 14 ans, Caroline Muller fréquente l'école communale de Oberseebach, un village du nord du Bas-Rhin proche de la frontière allemande. Elle est ensuite interne dans l'établissement secondaire des sœurs de la Providence à Ribeauvillé. À partir de 1926, elle travaille comme gouvernante-institutrice auprès d'enfants de familles en Lorraine, à Pont-à-Mousson et Nancy puis à Paris.
En 1937, elle revient en Alsace et lance son propre commerce de laines et tissus dans la ville de Haguenau. Lors de la déclaration de guerre en septembre 1939, elle se porte volontaire au centre de la Croix-Rouge. À la suite de l'annexion de fait de l'Alsace-Moselle en  1940, Caroline Muller liquide son affaire et devient secrétaire médicale du Dr Paul Flesch dans la même ville.
Elle est arrêtée à Haguenau par les Allemands le 27 mars 1942, emprisonnée puis déportée en Allemagne avant d'être rapatriée en France trois ans plus tard en 1945. Mais sa santé est minée et elle meurt à 51 ans.

### Activités de Résistance
À Haguenau, elle est alors en contact direct  avec les prisonniers de guerre français détenus provisoirement. Elle les ravitaille clandestinement et rapidement, certains redoutant d'être transférés en Allemagne, cherchent par tous les moyens à s'évader. Caroline Muller les aide et son pseudonyme, « Tante Jeanne » devient connu dans les Stalags et Oflags en Allemagne. Ravitaillés et revêtus d'habits civils, les prisonniers de guerre sont convoyés de Haguenau à Strasbourg et dirigés en train dans le Val d'Argent (Sainte- Croix- aux- Mines, Sainte- Marie- aux- Mines) ou Pfetterhouse, dans le Haut-Rhin. Une autre filière de PG évadés va de Haguenau à Marmoutier puis au-delà de la frontière des Vosges, en France occupée.

### Création de la filière
Au cours de l'année  1941, Caroline Muller organise une filière d'évasion grâce à Léon Wencker et sa fille Suzanne. Les PG évadés, parfois repérés par le chef de gare et son équipe, arrivent directement chez elle, à Haguenau (n°1 ,place d'Armes), parfois amenés par l'abbé Adam ou bien cherchés dans l'église Saint-Georges où le chanoine Fischer est bienveillant.
Ils sont alors répartis dans différentes familles qui prennent le risque de les loger: Joséphine et Georges Reisacher, Charles, Alfred et Louise Langenbronn ou bien les Ternoir-Buhler Les malades sont soignés par le Dr Lecomte et le ravitaillement, assuré par le comptable Antoine Kapfer. Dans le Val d'Argent.les époux Justine et Joseph Jehel, L'abbé Didierjean ainsi que Juliette et Emile Hoffmann (qui tiennent l'Hôtel Central à Sainte-Croix-aux-Mines)  assurent les relais. Le mot de passe des PG évadés et autres fugitifs auprès des hôteliers est  « Vous avez le bonjour de Tante Jeanne ». Ces voyageurs particuliers sont ensuite hébergés dans la chambre 12 donnant sur le jardin pour faciliter la fuite en cas de danger.
Par l'intermédiaire de Marcel Ringue, négociant-administrateur chez Maurice Burrus (manufacture de tabac), ils sont pourvus de fausses pièces d'identité. Manon Hoffmann (17 ans en   1942) ou Pierre Ringue conduisent les fugitifs jusqu'au hameau du Grand Rombach où Joseph Jehel et Robert Herment. se chargent de leur faire passer clandestinement la frontière. Le curé de la paroisse Sainte-Madeleine à Sainte-Croix-aux-Mines, en liaison constante avec l'abbé Charles Didierjean (curé de la paroisse Saint-Louis dans la même commune) est contacté en  1941 par une infirmière de Haguenau en relation avec Caroline Muller. Il cache le plus souvent les fugitifs dans le clocher de son église. Un tailleur de Haguenau, Théodore Bausch, convoie aussi des PG à Marmoutier où ils sont remis à Marguerite Fuhrmann qui les accueille et prend en charge le passage de l'autre côté des Vosges.
Caroline Muller ne donne pas sa véritable identité aux fugitifs qui la connaissent comme « la Dame en noir ». Plusieurs centaines d'évadés, indirectement aidés par les habitants de Haguenau qui donnaient des vêtements, des cartes d'alimentation voire de l'argent, sont passés par cette filière.

### Démantèlement  de la filière
En mars  1942, Caroline Muller et de nombreux membres de sa filière sont dénoncés par un agent de la Gestapo, Léon Barth. Après avoir volé de l'argent dans les caisses du parti nazi à Haguenau, de peur d'être appréhendé, il quitte l'Alsace en utilisant la filière de « Tante Jeanne ». Or en arrivant de l'autre côté des Vosges, il se rend immédiatement chez les Allemands et dénonce tous les membres de la filière dans le but de se faire à nouveau bien voir par l'administration nazie.
Caroline Muller est arrêtée par la Gestapo le 27 mars 1942 à Haguenau. Elle est emmenée immédiatement à la prison de Strasbourg puis à celle d' Offenbourg. De là, elle est transférée dans le camp d'internement de Schirmeck (Alsace annexée). Après de nombreux interrogatoires et tortures, elle est déportée le 13 janvier 1943 en Allemagne par les prisons de Karlsruhe, Mannheim, Wurzbourg, Nuremberg,Halle, Leipzig, Berlin puis au camp de concentration de Ravensbrück; Sur l'ordre de la Gestapo, elle est enfermée au « Block disciplinaire » et porte le matricule 16684. Elle est libérée par l'intermédiaire de la Croix-Rouge suédoise en avril 1945. Évacuée en Suède, elle souffre du typhus et de tuberculose pulmonaire avant d'être rapatriée en France en août 1945 seulement. Très affaiblie par ses tortures endurées dans l'enfer concentrationnaire, elle décède treize ans plus tard après de nombreuses hospitalisations et séjours en sanatoriums.
Quant aux autres membres de son réseau, ils subissent aussi la répression nazie. Suzanne Wencker , née en 1925 à Epinal, est arrêtée par la Gestapo le 14 août 1942 à Drachenbronn-Birlenbach pour aide à l'évasion, internée à Strasbourg, transférée le 13 juin 1944 au camp de Schirmeck, déporte le 6 septembre 1944 au camp de Gaggenau, libérée le 4 avril 1945 et rapatriée en France. Juliette Hoffmann, née en 1893 à Guebwiller, est arrêtée par la Gestapo en juillet 1942, internée à Colmar, transférée au camp de Schirmeck, déportée à Villingendorf puis libérée le 27 avril 1945 et rapatriée en France.

## Reconnaissance
- Diplôme de passeur le 20 mai 1949[3].
- Depuis le 8 juin 2024, un square porte son nom à Haguenau.

## Distinctions
Elle est reconnue « Déporté résistant »,.
- Officier de la Légion d'honneur (26 janvier 1956)[3];
- Croix de guerre 1939-1945 avec étoile de vermeil (31 décembre 1947), puis avec palme, avec la citation suivante[3] :

« Fervente patriote, a fait partie d'une importante filière de rapatriement de prisonniers. S'est occupé particulièrement de leur ravitaillement, leur hébergement, leur assurant le passage de la frontière en les conduisant elle-même.
Arrêtée le 17 mars 1942 par la Gestapo, eut une attitude digne de toutes les éloges devant l'ennemi. Libérée par les troupes alliées au moment où, après 37 mois d'incarcération, elle se trouvait dans un état désespéré.
Par son patriotisme, son intelligence, et son grand dévouement de tous les instants, a bien mérité de la patrie. »

- Médaille de la Résistance française (24 avril 1946)[6].
- Médaille de la déportation pour faits de Résistance de par son statut de « déporté résistant »[5].